# پالایشگاه

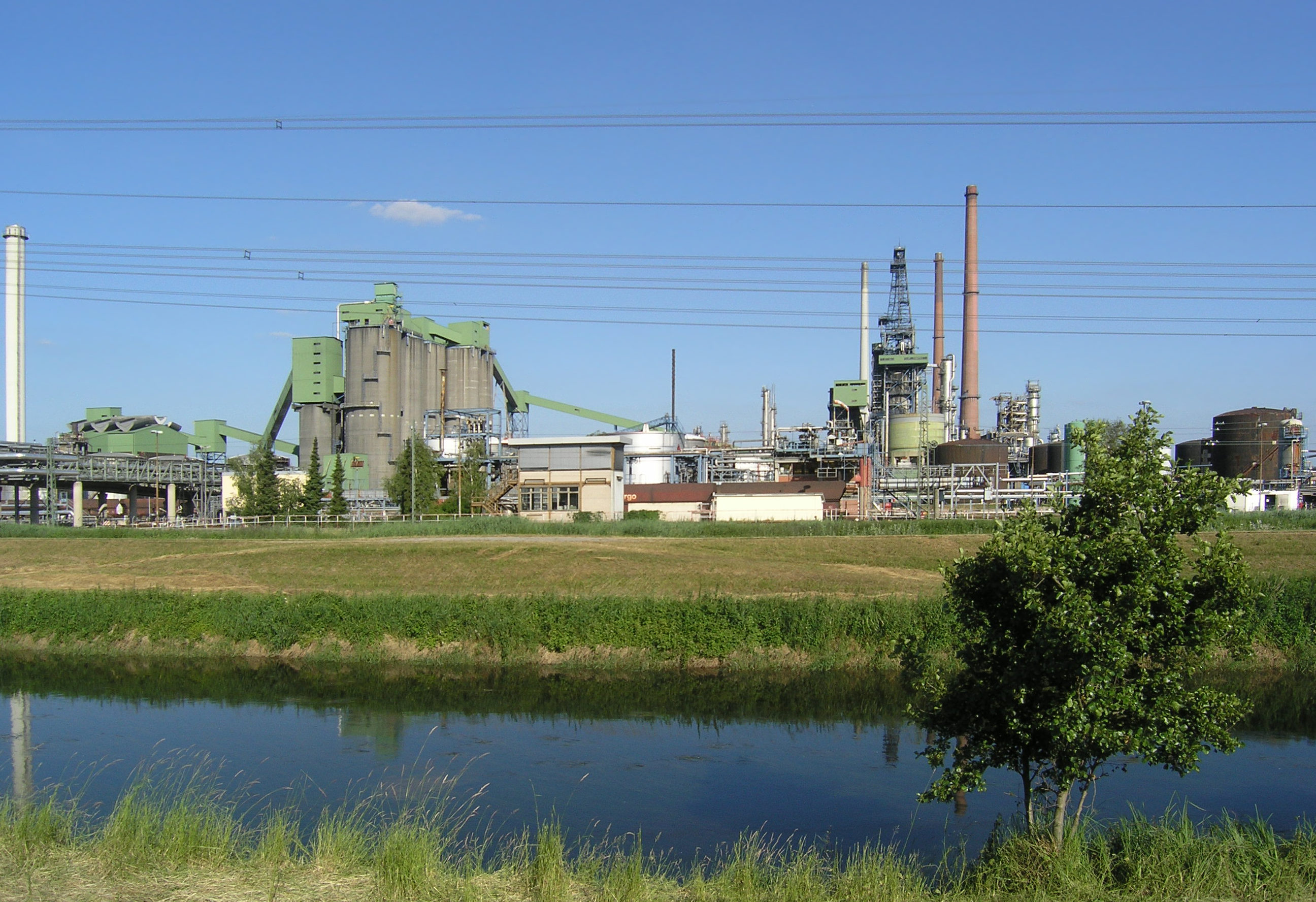
پالایشگاه نفت

پالایشگاه ساختمان و تجهیزاتی است که در آن چیزی (مانند نفت خام) فرآوری یا تصفیه می‌شود.

## انواع پالایشگاه
- پالایشگاه نفت
- پالایشگاه گاز طبیعی
- پالایشگاه شکر
- پالایشگاه خون
- پالایشگاه گیاهان دارویی (فیتوپالایشگاه)